# Тешкилат-и махсуса
Тешкилат-и махсуса или у дословном преводу Специјална организација (тур. Teşkilât-ı Mahsusa) била је контраобавештајна служба у Османском царству која је деловала у склопу османског Министарства рата, а циљ јој је било сузбијање свих облика „антидржавних делатности од стране мањинских народа”. Постојала је од 1913. до 1921. године. Чланови ове организације имали су важне улоге током Геноцида над Јерменима на подручју Османског царства током Првог светског рата, те у борбама са Италијанима на подручју Либије у истом периоду.
Организација Тешкилат-и махсуса основана је по наређењу Енвера-паше, а на препоруку тадашњег британског амбасадора Страдфорда Канинга 17. новембра 1913. Њен први лидер био је Сулејман Аскери.
Тешкилат-и махсуса је званично распуштена током 1921. године од стране Кемала Ататурка.
Специјална организација је била претходница Националне службе безбедности Турске (тур. Milli Emniyet Hizmeti), односно садашње Националне обавештајне агенције (тур. Milli İstihbarat Teşkilatı, MİT).